# Поёмный
Поёмный — упразднённый железнодорожный разъезд (тип населённого пункта) в Сковородинском районе Амурской области России. Исключён из учётных данных в 1979 году.

## География
Располагался правом берегу реки Поёма, на перегоне Могоча — Сковородино Забайкальской железной дороги, на расстоянии примерно 5 километров (по прямой) к северо-западу от города Сковородино.

## История
Решением Амурского исполкома от 23 мая 1979 года № 246, железнодорожный разъезд Поёмный исключен из учётных данных как несуществующее.